# Sartaguda
Sartaguda település Spanyolországban, Navarra autonóm közösségben. Sartaguda Cárcar, Andosilla, Lodosa, Calahorra és Pradejón községekkel határos. Lakosainak száma 1325 fő (2024).

## Népesség
A település népessége az elmúlt években az alábbi módon változott:
| Lakosok száma | 1350 | 1349 | 1412 | 1407 | 1378 | 1317 | 1316 | 1315 | 1312 | 1325 |
|               | 2001 | 2004 | 2007 | 2009 | 2012 | 2014 | 2017 | 2019 | 2022 | 2024 |